# José María Florit
José María Florit y Arizcun (1866-1924) fue un pintor y escritor español.

## Biografía
Nació en 1866 en Madrid. Pintor de historia, hacia comienzos del siglo XX era conservador de la Armería Real. Colaboró en temas artísticos y arqueológicos en publicaciones periódicas como El Día, Alrededor del Mundo, El Domingo, Historia y Arte y el Boletín de la Sociedad de Excursionistas. Florit, que intervino en reformas del Monasterio del Escorial, murió en 1924.